# Isopedella cerina
Isopedella cerina là một loài nhện trong họ Sparassidae.
Loài này thuộc chi Isopedella. Isopedella cerina được Arthur Stanley Hirst miêu tả năm 1993.